# Stazione di Geba
La stazione di Geba (下馬駅?, Geba-eki) è una fermata ferroviaria della città di Tagajō, nella prefettura di Miyagi, in Giappone, ed è servita dalla ferrovia suburbana linea Senseki della JR East. A poca distanza è presente la stazione di Shiogama della linea principale Tōhoku con la quale è possibile interscambiare. Tuttavia, dato che è necessario uscire e rientrare dai tornelli, dal punto di vista tariffario non è disponibile alcuno sconto.

## Servizi ferroviari
East Japan Railway Company
■ Linea Senseki

## Struttura
La stazione è dotata di due marciapiedi laterali con due binari passanti in superficie. Il fabbricato viaggiatori si trova lungo la banchina del binario 1, ed è collegato alla seconda banchina da un sovrappassaggio, e dispone di tornelli di accesso, una biglietteria automatica e servizi igienici.
| 1 | ■ Linea Senseki | per Hon-Shiogama, Matsushima-Kaigan e Takagimachi |
| 2 | ■ Linea Senseki | per Tagajō, Sendai e Aoba-dōri                    |

## Stazioni adiacenti
| «                    | Servizio      | »              |
| Linea Senseki        | Linea Senseki | Linea Senseki  |
| -------------------- | ------------- | -------------- |
| Tagajō               | ■ Locale      | Nishi-Shiogama |
| I rapidi non fermano |               |                |